# اقتباس خارج السياق

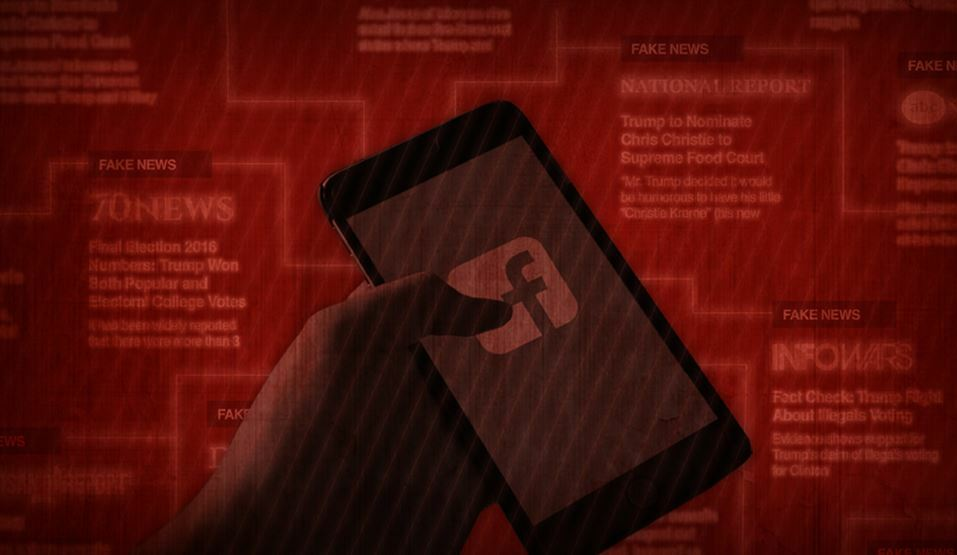

الاقتباس من خارج السياق (بالإنجليزية: Quoting out of context) يُعرف أيضًا باستئصال السياق أو الاقتباس الملغم، هو مغالطة غير صورية ونوع من الإسناد الزائف، تُزال فيه القطعة من المادة النصية المحيطة بها بطريقة تشوه المعنى الأصلي للنص. ربما يكون الاقتباس من خارج السياق عمديًّا أو عرضيًّا إذا أساء الشخص فهم المعنى وأسقط شيئًا ضروريًّا لإيضاحه، ظنًا منه أنه غير ضروري.
تأخذ الحجج المبنية على هذه المغالطة شكلين:
1. حجة رجل القش، وتشمل الاقتباس من الخصم من خارج السياق من أجل إضعاف موقفه (من أجل أن يبسط موقفه تبسيطًا مخلًا أو من أجل أن يجعله متطرفًا) مما يسهل عليه دحضها. ينتشر هذا النوع من الحجج في السياسة.
2. كنوع من الاحتكام إلى السلطة، وتشمل الاقتباس من سلطة من خارج السياق، من أجل إظهار دعم السلطة لموقف ما بصورة خاطئة.[1]

## استئصال السياق
يشير استئصال السياق إلى انتقاء الكلمات من السياق اللغوي الأصلي لها بطريقة تشوه المعنى الأصلي للمصدر، تلك الممارسة التي تُعرف باسم «الاقتباس من خارج السياق». ليست المشكلة هنا إزالة الاقتباس من السياق الأصلي (فكل الاقتباسات هي كذلك)، ولكنها في قرار المقتبس أن يستخرج من النص جُمل وعبارات بعينها تخدم رغبته في توضيح نية كاتب هذه الكلمات. بمقارنة هذه الممارسة مع الاستئصال الجراحي، صاغ ميلتون ماير مصطلح «استئصال السياق» لوصف استخدام يوليوس شترايخر لها، محرر الإذاعة النازية دير شتورمر في ألمانيا بعصر فايمار. من أجل إثارة العواطف المعادية للسامية بين القراء من العمال، نشر شترايخر اقتباسات منزوعة من سياقها بصورة منتظمة من نصوص التلمود، يظهر أنها تدعم الجشع والعبودية والقتل الشعائري. لم يوظف الاقتباس من خارج السياق عادة في هذه الأعمال المتطرفة، ولكنه أداة شائعة من أجل تحريف الحقائق في وسائل الإعلام المعاصرة، وتظهر الدراسات أن تأثير هذا التحريف يمكن أن يستمر حتى بعد معرفة الجمهور للنص الأصلي في سياقه.

## في الإعلان
تُعتبر المراجعات الدعائية إحدى الأمثلة الشهيرة على استئصال السياق في الإعلان. فقد يؤدي إغراء العرض في وسائل الإعلام ببعض النقاد لكتابة مراجعات إيجابية عن أفلام متواضعة. وحتى إذا كانت المراجعة سلبية كليًّا، تستطيع بعض الاستوديوهات استئصالها من سياقها من أجل تحريف المعنى الذي قصده الناقد.
على سبيل المثال، استخدمت نسخة الإعلان الخاص بفيلم سبعة 1995 تعليقًا مسندًا إلى أوين غليبرمان، وهو ناقد مع إنترتينمنت ويكلي، يقول في التعليق كلمة «تحفة صغيرة». أعطى غليبرمان الفيلم «ب-» في المجمل، ولم يمدح سوى الافتتاحية. وبالمثل استئصلت يونايتد آرتيست سياق حديث الناقد كينيث توران عن فشل فيلم هوودلم، ولم يظهروا من تعليقه إلا كلمة واحدة منه «لا يُقاوم» في نسخة الفيلم الدعائية. في عام 2010، أشارت مجلة الثقافة الرائجة «فانيتي فير» أنها كانت ضحية للـ«مراجعات الدعائية» بعد العرض التليفيزيوني «لوست» بعرض المراجعة القائلة أنه «الأكثر تشويشًا وحماقة وإثارة للسخرية – بالرغم من أنه الأكثر إدمانًا في كل الأوقات» وعرضوه مجتزءً من سياقه بقولهم «أنه الأكثر إدمانًا في كل الأوقات» في العرض الإعلاني عنه.
في الولايات المتحدة، لا يوجد قانون ضد المراجعات الدعائية المضللة بمعزل عن القوانين المنظمة للدعاية الكاذبة. تراجع جمعية الفيلم الأمريكي الإعلانات من أجل التحقق من نبرتها ومحتواها بدلًا من مراجعة دقة الاستشهادات. تسعى بعض الاستديوهات إلى نيل موافقة الناقد الأصلي قبل الاقتباس. منع محقق الممارسات التجارية غير العادلة بالاتحاد الأوروبي ممارسة الاقتباس من خارج السياق، واستهدف الشركات التي «تدعي اعتمادية زائفة» لمنتجاتها، وزائفة بمعنى أنها لم تنل هذا الدعم الأصلي. فُعِّل القانون في المملكة المتحدة على يد مكتب التجارة العادلة، ويشرع عقوبة قصوى تصل 5 آلاف جنيه استرليني أو الحبس لمدة عامين.

## جدلية الخلق-التطور
يستخدم العلماء ومؤيدوهم مصطلح الاقتباس الملغم منذ منتصف التسعينات من القرن الماضي في منشورات المجموعات الصحفية لوصف اقتباسات الخلقيين. يستخدم أفراد المجتمع العلمي هذا المصطلح لوصف الوسيلة التي يوظفها الخلقيون من أجل دعم حججهم، كما أنها تُستخدم خارج جدلية الخلق والتطور. كتب ثيودوسيوس دوبجانسكي في مقالته الشهيرة المنشورة عام 1973 «لا شيء منطقي في علم الأحياء إلا في ضوء التطور»:
قورن ذلك بالمنهجية المسيحية اللاهوتية عن الاقتباس من خارج السياق:
يصف معهد الأبحاث المختصة بالخلق استخدام «علماء التطور لحجة الاقتباس من خارج السياق» من أجل «دحض مقال خلقي كامل يدعي فيه أحد الخلقيين الافتقار إلى الحلقات/الأشكال الوسيطة» كنوع من «التمويه».
اتُهم كل من هنري موريس (مؤسس معهد الأبحاث المختصة بالخلق) والأجوبة في سفر التكوين بإنتاج الكتب المليئة بالاقتباسات الملغمة. تنص توك أوريجنز أركايف على أن «كتبًا كاملة منشورة من هذه الاقتباسات» وتشير إلى الخلقي الشهير هنري موريس «يمكن أن تُستخدم كلماتهم ضدهم» و«كتاب الاقتباس المُراجَع» كأمثلة، بالإضافة إلى عدد من قوائم اقتباسات الملغمة للخلقيين تستخدم الأجوبة في سفر التكوين ومعهد الأبحاث المختصة بالخلق الاقتباس الآتي لستيفن غاي غولد عن الحلقات الوسيطة.
يُظهر السياق أن غولد رفض التفسير التدريجي للتطور نظرًا لغياب الدليل عليه، مفضلًا تفسيره الخاص. فهو يكمل كالآتي:
ولأنه علم أن الخلقيين يقتبسون من كلامه مدعيين أنه يقول بغياب الأشكال الانتقاليه، يرد غولد:

### «عبث من الدرجة العليا»
منذ منتصف التسعينات من القرن الماضي، استخدم العلماء ومؤيدوهم مصطلح الاقتباسات الملغمة لوصف نسخ تلك الممارسات التي كان يقوم بها الخلقيين في جدلية الخلق والتطور. وجد مثال في المناظرات حول التطور في اقتباس خارج السياق من كتاب أصل الأنواع لتشارلز داروين:
تُختزل تلك العبارة إلى عبارة «عبث من الدرجة العليا»، وتُستخدم كتأكيد على أن داروين نفسه لم يعتقد أن الانتخاب الطبيعي يفسر تعقيد الحياة بصورة كاملة. إلا أن داروين يشرح أن تهافت تطور العين نظريًّا لا يمنع حدوثه، ويكمل في شرح تطورها.
الاقتباس في سياقه:

## اقتباسات أخرى من خارج السياق
بجانب جدلية الخلق والتطور، تُستخدم مغالطة الاقتباس من خارج السياق في مناطق أخرى أيضًا. في بعض الأمثلة، يستخدم بعض المعلقين مصطلح الاقتباسات الملغمة، لمقارنة ممارسة الآخرين بالاقتباسات الملغمة للخلقيين.
- الترفيه: أشارت مجلة ذي تايمز إلى الإساءة المتكررة من المطورين، على سبيل المثال: «لم أستطع مقاومة هذا الشعور، بكل هذه الطاقة والسحر التقني، شعرت أن الجمهور في حالة انكماش»، لتُختصر إلى «بامتلاك الطاقة والسحر التقني».[21]
- السفر: كتبت الغارديان مقالًا في مايو 2013 وعنوانه الفرعي «لدى سريلانكا الفنادق والطعام والمناخ والسحر المناسب لتوفير الأجازة المثالية، كما يقول روارده نيكول، ولكنها للأسف تحت حكم ديكتاتوري».[22] قامت بعد ذلك البوابة الرسمية لسريلانكا بتعديل هذا الخبر تحت عنوان «لدى سريلانكا كل شيء ممكن لتوفير أجازة مثالية».[23]
- التاريخ المزيف: تعتبر مراجعة كتاب في نيويورك تايمز أن ليرون بينيت جونيور «تسبب في تشويه بالإهمال» عندما اقتبس خطابًا من أبراهام لينكون كدليل أنه «لم يعارض حركة معاداة الهجرة المعروفة بحزب لا أدري» لأنه وكما شرح لينكون، «إنهم في الغالب أصدقائي القدماء السياسيون والشخصيون»، بينما يغفل الجزء المتبقي من الخطاب الذي يشرح فيه لينكون قطيعته مع حزب اليمين السابق، وتوقعه بـ«الضرورة المؤلمة أن نأخذ وقفة حاسمة ضدهم».[24]
- الطب البديل: يشير تحليل الأدلة المقدمة من الرابطة البريطانية للمعالجة المثلية إلى مجلس العموم البريطاني للنظر في المعالجة المثلية إلى احتوائه على الكثير من الأمثلة على الاقتباسات الملغمة؛ حيث تُنتقى نتائج الأوراق العلمية لإظهار أنها تدعم كفاءة المعالجة المثلية. على سبيل المثال، تشير نتيجة إحدى الأوراق العلمية إلى «أنه يوجد بعض الأدلة على أن المعالجة المثلية مُفضلة عن العلاج الوهمي بالنسبة للكفاءة» دون ذكر الفقرة التي تليها مباشرة «إلا أن قوة الدليل قليلة بسبب ضعف الجودة المنهجية للتجارب. حيث أشارت الدراسات ذات المنهجية الأعلى إلى أنها سلبية عن الدراسات ذات الكفاءة المنهجية الأقل».[25]